# Aung Hein Kyaw
Aung Hein Kyaw (* 19. Juli 1991 in Monywa) ist ein myanmarischer Fußballspieler.

## Karriere

### Verein
Seinen ersten Vertrag unterschrieb Aung Hein Kyaw 2009 bei Zayar Shwe Myay FC. Der Verein aus seiner Geburtsstadt Monywa spielte in der höchsten Liga des Landes, der Myanmar National League. 2016 wechselte er zum Ligakonkurrenten Ayeyawady United nach Pathein. Nach drei Jahren ging er 2019 zum ebenfalls in der Myanmar National League spielenden Chinland FC. Der Club ist im Chin-Staat beheimatet. Nachdem Chinland abgestiegen war, wechselte er 2020 zum Erstligisten Sagaing United nach Monywa.

### Nationalmannschaft
Seit 2013 spielte Aung Hein Kyaw 13 Mal für die myanmarische Nationalmannschaft.

## Erfolge
Zayar Shwe Myay FC
- Myanmar National League

Vizemeister: 2010